# متنزه بلاك موشانون الحكومي
متنزه بلاك موشانون الحكومي هو متنزه وطني يقع في بلدة راش في مقاطعة سنتر بولاية بنسلفانيا في الولايات المتحدة، وتبلغ مساحته 3480 فدانًا (1410 هكتارات). يُحيط متنزه بلاك موشانون الحكومي ببحيرة بلاك موشانون، التي تشكلت خلف سد بلاك موشانون، والذي سُمّي باسمه كل من البحيرة والمتنزه. يقع متنزه بلاك موشانون الحكومي غرب جبهة أليغيني مباشرةً، على بُعد 9 أميال (14 كم) شرق مدينة فيليبسبرغ على طريق بنسلفانيا 504، ويحيط به غابة موشانون الحكومية إلى حد كبير. يوفر المستنقع الموجود في المتنزه موطنًا لحياة برية متنوعة غير شائعة في مناطق أخرى من الولاية، مثل النباتات آكلة اللحوم، وبساتين الفاكهة، وأنواع أخرى توجد عادةً في أقصى الشمال. ونظرا لاحتوائه على أكبر مستنقع مُعاد تكوينه في ولاية بنسلفانيا، فقد اختارت وزارة الحفاظ على البيئة والموارد الطبيعية في ولاية بنسلفانيا متنزه بلاك موشانون الحكومي ضمن قائمة «25 حديقة في ولاية بنسلفانيا لا ينبغي أن تُفوّتك زيارتها».
لطالما استخدم البشر منطقة بلاك موشانون لأغراض ترفيهية وصناعية ومعيشية. فعلى سبيل المثال، استخدمت قبيلة سينيكا هذه المنطقة لممارسة أنشطة الصيد وصيد الأسماك، ثم قام المستوطنون الأوروبيون بتطهير بعض الأراضي وتهيئتها للزراعة، ثم أزالوا أشجار الصنوبر الأبيض البدائية والشوكران الشرقي الشاسعة. وأخيرًا أقيم متنزه بلاك موشانون الحكومي على بقايا غابة مستنفدة دمرتها حرائق الغابات إلى حد كبير خلال السنوات التي أعقبت عصر قطع الأخشاب. وقد أعاد سلك الخدمة المدنية تأهيل الغابات خلال فترة الكساد الكبير في ثلاثينيات القرن العشرين. ولا تزال العديد من المباني التي بناها سلك الخدمة المدنية قائمة في المتنزه إلى اليوم، وهي محمية مدرجة في قائمة السجل الوطني للأماكن التاريخية في ثلاث مناطق تاريخية.
يفتح متنزه بلاك موشانون الحكومي أبوابه للزائرين على مدار العام للترفيه، ويضم شبكة واسعة من المسارات التي تسمح للزائرين بالمشي لمسافات طويلة وركوب الدراجات ومشاهدة موطن المستنقعات في منطقة بلاك موشانون الحكومية الطبيعية. يقع متنزه بلاك موشانون الحكومي في منطقة مهمة للطيور في بنسلفانيا، حيث سجل مراقبو الطيور 175 نوعًا. كما تعدّ المنطقة موطنًا للعديد من النباتات والحيوانات النادرة وغير المألوفة نظرًا لموقعها فوق هضبة أليغيني. تقع بحيرة بلاك موشانون على ارتفاع حوالي 580 مترًا (1900 قدم). معظم أجزاء متنزه بلاك موشانون الحكومي مفتوحة للصيد، كما أن البحيرة والخور مفتوحان لصيد الأسماك وركوب القوارب والسباحة. في الشتاء، يُعدّ متنزه بلاك موشانون الحكومي وجهة شهيرة لممارسة رياضة التزلج الريفي على الثلج. كان المتنزه في السابق يحتوي على منطقة صغيرة لممارسة رياضة التزلج على المنحدرات خلال الفترة من عام 1965 وحتى عام 1982. كما تُعد النزهات والتخييم من الأنشطة الشعبية الشائعة في المتنزه، والتي تروج لها جمعية أصدقاء متنزه بلاك موشانون الحكومي إلى جانب جميع الأنشطة الترفيهية الأخرى المرتبطة بالمتنزه.